# Tristão Vaz Teixeira

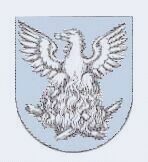
Escudo de armas de Tristão Vaz Teixeira

Tristão Vaz Teixeira (1395- Silves, 1480) fue un navegante y explorador portugués del siglo XV, escudero de la casa del Infante Enrique el Navegante, a quien acompañó a Ceuta y Tánger. 
João Gonçalves Zarco e Tristão Vaz Teixeira reconocieron el archipiélago de Madeira en 1418, suponiendo que habían sido arrastrados a la isla de Porto Santo, cuando se preparaban para explorar la costa de África y alcanzar Guinea, en un viaje a instancias del Infante. De regreso a Portugal, los navegantes convencieron a D. Enrique de las ventajas de establecer en la isla recién descubierta una colonia permanente, y regresaron a ella, esta vez acompañados por Bartolomeu Perestrelo, llevando cereales y conejos. Estos últimos proliferaron hasta el punto de convertirse en una plaga.
Confirmando una situación de hecho, el Infante le concedió a Tristão Vaz Teixeira la capitanía de Machico, con carta de donación de 11 de mayo de 1440, y a João Gonçalves, en 1450, la capitanía de Funchal, las dos capitanías en que se dividió las islas. 
Tristão Vaz Teixeira organizó posteriormente diversas expediciones por las costas africanas. Por abuso de autoridad, fue desterrado de su jurisdicción a la que  regresó perdonado en 1452. Se casó con Branca Teixeira y dejó numerosa descendencia, hoy muy extendida en todo el  archipiélago.
Falleció en Silves a edad avanzada.
- Datos: Q463058
- Multimedia: Tristão Vaz Teixeira / Q463058